# 大雪高原温泉
大雪高原温泉（たいせつこうげんおんせん）は、北海道上川郡上川町にある温泉。標高1260メートルの山中に位置。

## 泉質
- 単純酸性泉
  - pH：2.7
  - 源泉温度：71.2 ℃

（温泉分析書による）

## 温泉街

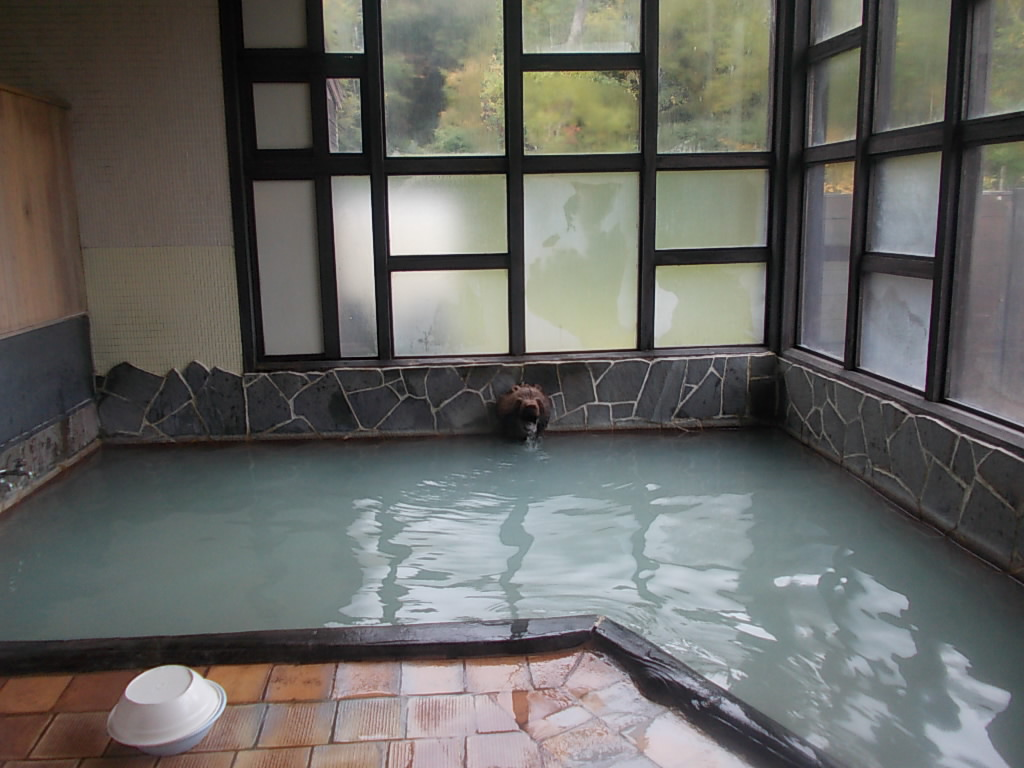
内風呂

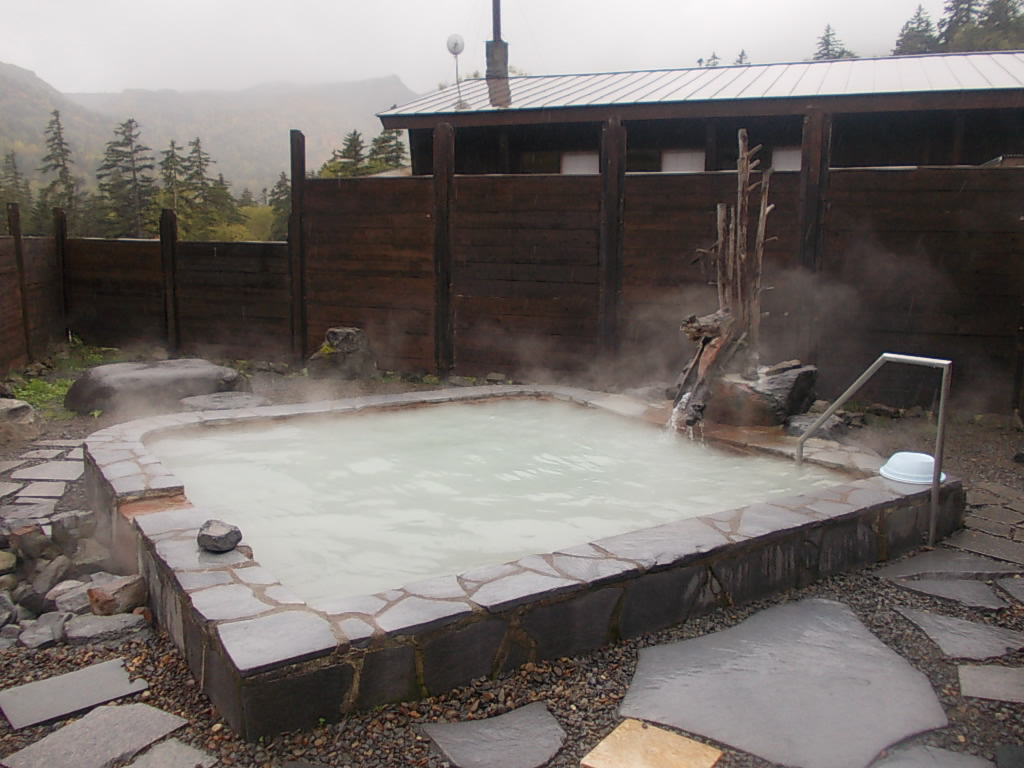
露天風呂

一軒宿の「大雪高原山荘」がある。例年6月上旬 - 10月上旬までの営業。日本秘湯を守る会に加盟。北海道では数少ない、源泉掛け流しの白濁湯。
1968年（昭和43年）には昭和天皇が、1980年（昭和55年）には三笠宮が当温泉を訪れた。高原沼から大雪山縦走路の高根ヶ原へ至る登山道は、三笠宮にちなみ「三笠新道」と名付けられている。

### レジャー
温泉の上部には、「高原沼」と呼ばれる大小の沼が点在しており、当温泉はそれらの沼を巡る遊歩道の起点となっている。また高原沼を経由し大雪山へ向かう登山口でもある。
高原沼は、約3時間で一周する約7 kmの木道の遊歩道が整備されており、特に夏場から紅葉の時期にかけて観光客で混雑する。ただし、この一帯はヒグマの生息地帯であり、ヒグマの出没により遊歩道が閉鎖されることも多い。大雪高原山荘の横にある環境省のヒグマ情報センターが、沼巡りコースの起点・終点となっている。遊歩道への立ち入りは入山届の提出が必要で、7時から13時までの間に入山し、15時までに下山することとなっている。高原沼めぐり登山コースには道中に雪壁温泉（せっぺきおんせん）とヤンベ温泉が存在するがいずれも立入禁止区域である。

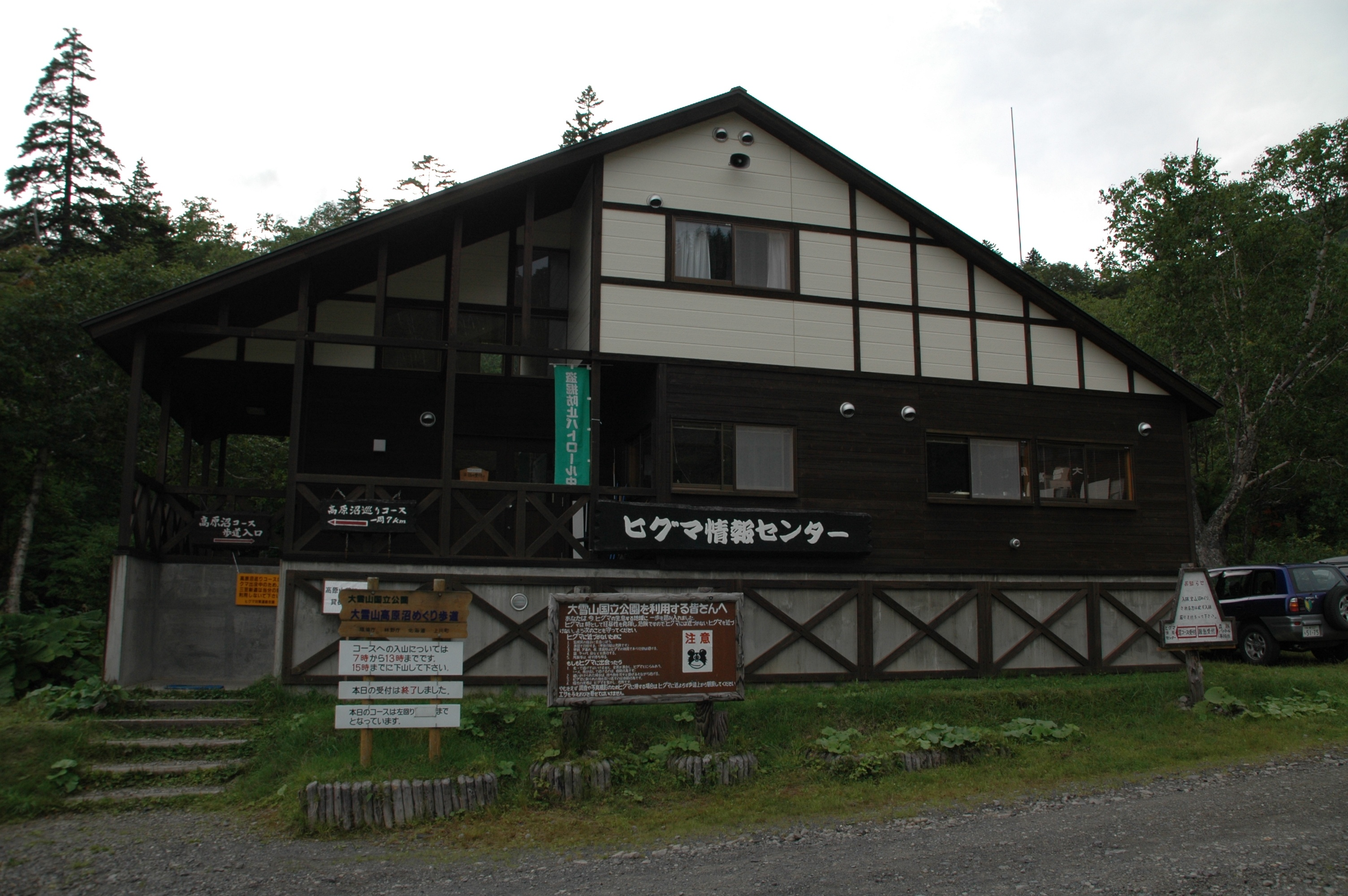
ヒグマ情報センター
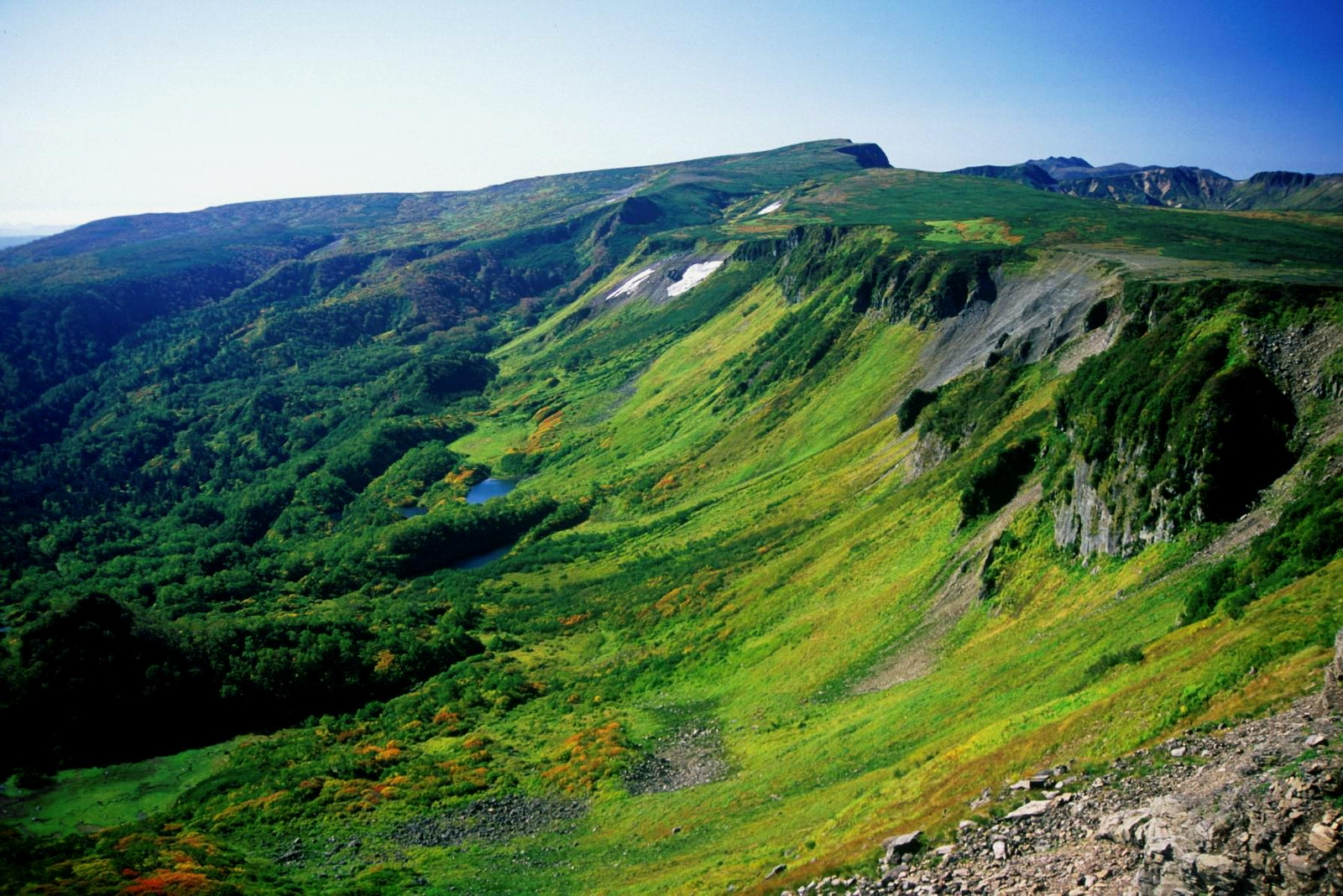
白雲岳方面から望む高原沼

## アクセス
国道39号の大雪湖の交差点から三国峠方向に進み、国道273号から標識に従って上川町道高原温泉線へ分岐し10 km。
毎年9月の紅葉の時期には高原温泉線はマイカー規制が敷かれ、道北バスの路線バス車両を使った高原温泉シャトルバスが層雲峡温泉より運行される。この期間、自家用車は高原温泉線入口付近にある「大雪レイクサイト」に駐車し、バスへ乗り換える。大雪レイクサイト発6時30分から13時まで、高原温泉発9時から16時まで30分間隔で運行される。乗客数に応じ臨時便も出る。